# Galička Svatba

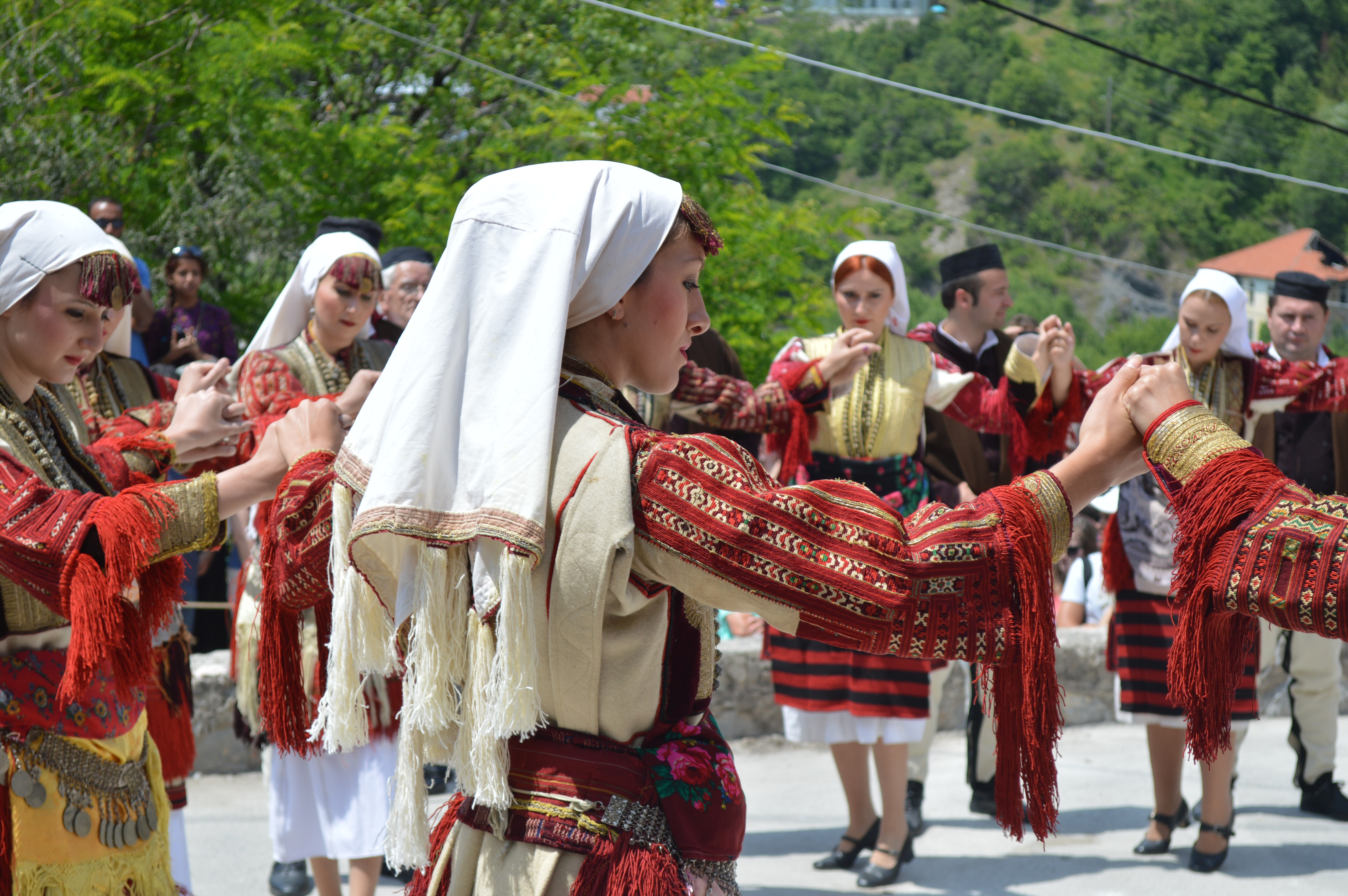
Tradiční tanec festivalu

Galička Svatba (makedonsky: Галичка свадба) je každoroční festival pořádaný ve vesnici Galičnik (nedaleko města Debar) v Severní Makedonii. Během něj se vybrané páry sezdají podle starých tradic původních obyvatel, zvaných Mijaci. Svatba trvá vždy pět dní a hlavní oslavy se konají v den sv. Petra (12. července). V dřívějších dobách to byl jediný možný termín, kdy se mohla konat svatba. Dnes je tento svátek součástí festival Galičko Leto (Galičské léto) a jedná se o dvoudenní událost, pořádanou o nejbližším víkendu k datu 12. července. Je významnou kulturní a turistickou atrakcí. 
Během svatby tančí muži tradiční tanec Teškoto, které symbolizuje boj makedonských lidí již po staletí. 
Každý rok se zamilované páry z celé Severní Makedonie sjíždí na běžecký závod, který je pořádaný zároveň s festivalem. Každý rok tak nové páry získávají možnost se zde opravdu vzít. 